# Tycho Steegs
Tycho Steegs (Heerlen, 25 februari 1982) is een Nederlands voormalig voetballer.

## Carrière
Steegs stroomde in 2001 vanuit de jeugdopleiding van Fortuna Sittard door naar het eerste elftal. Daar debuteerde hij op 17 maart 2002 in een met 3-0 verloren uitwedstrijd bij FC Utrecht, als invaller voor Dennis Gerritsen. Na de degradatie in 2002 slaagde de rechtsbenige verdediger erin om een basisplaats te veroveren als linksback. In 2004 werd zijn aflopende contract niet verlengd en Steegs verkaste naar de amateurs van EHC en later Minor.

## Trivia
Tycho Steegs heeft twee familieleden die eveneens in het betaald voetbal actief waren. Zijn vader Leo Steegs speelde bij FC VVV en zijn neef Georges Tychon was prof bij Fortuna Sittard en FC Eindhoven.

## Clubstatistieken
| Seizoen         | Club            | Competitie      | Competitie | Competitie | Beker | Beker | Playoff | Playoff | Totaal | Totaal |
| Seizoen         | Club            | Competitie      | Wed.       | Dlp.       | Wed.  | Dlp.  | Wed.    | Dlp.    | Wed.   | Dlp.   |
| --------------- | --------------- | --------------- | ---------- | ---------- | ----- | ----- | ------- | ------- | ------ | ------ |
| 2001/02         | Fortuna Sittard | Eredivisie      | 1          | 0          | 0     | 0     | –       | –       | 1      | 0      |
| 2002/03         | Fortuna Sittard | Eerste divisie  | 22         | 0          | 3     | 0     | –       | –       | 25     | 0      |
| 2003/04         | Fortuna Sittard | Eerste divisie  | 28         | 0          | 1     | 0     | –       | –       | 29     | 0      |
| Carrière totaal | Carrière totaal | Carrière totaal | 51         | 0          | 4     | 0     | 0       | 0       | 55     | 0      |